# Felix Körner
Felix Körner SJ (* 26. Januar 1963 in Offenbach am Main) ist ein deutscher Theologe und Islamwissenschaftler, der als einer der besten Islamkenner auf römisch-katholischer Seite gilt. Er gehört dem Jesuitenorden an.

## Leben
Körner legte 1982 das Abitur an der Leibnizschule in Offenbach ab. Nach dem Grundwehrdienst, dem Zivildienst und einem Sozialpraktikum trat er 1985 in den Jesuitenorden ein. Er studierte  in München, London, Bamberg und Freiburg i. Ü. katholische Theologie, Philosophie, Islamwissenschaften und Turkologie  und wurde über moderne türkische Theologen der so genannten Ankaraner Schule promoviert. Am 7. Oktober 1995 empfing er in der Mannheimer Jesuitenkirche durch Weihbischof Paul Wehrle die Priesterweihe. Mehrere Jahre lebte Körner in der Jesuiten-Kommunität in Ankara. Er ist intensiv am christlich-muslimischen Dialog beteiligt und hat zur Koranexegese und Koranhermeneutik in der Türkei publiziert.
Von 2002 bis 2008 lebte er in Ankara und hatte einen Lehrauftrag an der Philosophisch-Theologischen Hochschule Sankt Georgen. Von 2008 bis 2019 lehrte er an der Päpstlichen Universität Gregoriana (Professor für Dogmatik und Theologie der Religionen). 2008 und 2011 war er einer der Delegationsteilnehmer des 1. bzw. 2. Seminars des Katholisch-Muslimischen Forums. 2012 wurde er von Papst Benedikt XVI. für fünf Jahre in die Päpstliche Kommission für religiöse Beziehungen zu den Muslimen berufen. Zur Wahl von Papst Franziskus sprach er von positiven Reaktionen aus der islamischen Welt. 2019/20 war er Fellow am Wissenschaftskolleg zu Berlin. Seit 2021 hat er den Nicolaus-Cusanus-Lehrstuhl für Theologie der Religionen am Zentralinstitut für Katholische Theologie (IKT) der Humboldt-Universität zu Berlin inne.

## Veröffentlichungen (Auswahl)
- Revisionist Koran Hermeneutics in Contemporary Turkish University Theology: Rethinking Islam. Würzburg 2005
- Richard Heinzmann, Mualla Selçuk, Felix Körner (Hrsg.): Menschenwürde. Grundlagen in Christentum und Islam. Symposion der Eugen-Biser-Stiftung und der Islamisch-Theologischen Fakultät der Universität Ankara am 3. und 4. Oktober 2005 (Interkulturelle und interreligiöse Symposien der Eugen-Biser-Stiftung; Bd. 1). Kohlhammer, Stuttgart 2007, ISBN 978-3-17-020169-9 (deutsch, türkisch).
- Kirche im Angesicht des Islam. Zugleich Dissertation Freiburg 2007, Kohlhammer, Stuttgart 2008, ISBN 978-3-17-020559-8.
- Alter Text – neuer Kontext. Herder, Freiburg im Breisgau 2006 (Buchreihe der Georges-Anawati-Stiftung Religion und Gesellschaft; 1), ISBN 978-3-451-23114-8.
- Politische Religion. Theologie der Weltgestaltung – Christentum und Islam. Herder, Freiburg im Breisgau 2020, ISBN 978-3-451-38646-6.
- Tuba Işık, Felix Körner: Glaube in die Gegenwart kommen lassen: Predigt. In Handbuch christlich-islamischer Dialog 2024